# Ҟ
Ҟ, ҟ (К со штрихом) — буква расширенной кириллицы. Используется в абхазском языке, где является 26-й буквой алфавита. Обозначает согласный звук [qʼ]. В романизации ISO 9 передаётся латинской буквой K̄k̄, в романизациях KNAB и ALA-LC буквой Qq, в то время как TITUS использует Q̇q̇.